# Seymour Skinner
Walter Seymour Skinner (cuyo nombre original era Armin Tamzarian o Armin Skinner en Hispanoamérica, Armando Barreda) es un personaje de la serie animada Los Simpson. Es doblado por Harry Shearer en la versión inglesa. En España fue doblado por Antonio Medina hasta la tercera temporada y posteriormente por José Padilla, mientras que en Hispanoamérica es doblado actualmente por Gerardo Vásquez desde la decimosexta temporada, aunque en las primeras temporadas fue doblado por Agustín Sauret (las primeras cuatro temporadas), y después por José Luis Castañeda (temporadas 5-9) y Gabriel Pingarrón (temporadas 9-15). Su apellido en la serie se debe al psicólogo B.F. Skinner.
Es el director de la Escuela Primaria de Springfield, a la que asisten Bart y Lisa Simpson, y es un soldado veterano que sirvió durante la guerra de Vietnam. Nació en Capital City el 5 de julio de 1953. Su apellido original es de origen armenio y pertenece al estereotipo de los educadores burócratas. Tiene muchos problemas para ejercer el control en su escuela y está en constante batalla con los pocos recursos de su institución, profesores apáticos y engreídos, y a menudo estudiantes bulliciosos y poco entusiasmados, con Bart Simpson como el mejor ejemplo. Skinner intenta a menudo explotar la inteligencia de Lisa Simpson para mejorar la imagen de la escuela. Su padre, Sheldon Skinner, luchó en el ejército junto a Abraham Simpson en la Segunda Guerra Mundial.

## Perfil del personaje
Vive con su madre, Agnes Skinner. Su exnovia es la Srta. Krabappel (maestra de Bart). Tiene un claro problema psicológico al depender en exceso de su madre, aún, con más de 40 años, vive con ella y le ordena no salir con chicas, sin embargo ambos tienen un gran apego familiar y emocional. De hecho, en los primeros capítulos se puede distinguir una clara similitud con Norman Bates, el personaje principal de la película Psicosis de Alfred Hitchcock en cuanto al lugar que vive y la sobreprotección de su madre. Su apellido en la serie se debe al psicólogo del comportamiento B.F. Skinner, cuyo trabajo es estudiado por muchos educadores, y por Eugene Skinner, el fundador de Eugene, Oregón.
Por fuera de la escuela, Skinner aparece como una persona débil de carácter y fácilmente manipulada pero en una ocasión usa su entrenamiento en Vietnam para golpear (con mucha eficiencia) a un abogado y a sus dos enormes guardaespaldas, quienes lo habían acusado por violación a los derechos de autor al usar, sin intención, una frase para la feria de la escuela, similar a la promoción del parque de atracciones de Disneylandia.
No solo es controlado por su madre. Skinner vive en constante temor de su jefe, el Superintendente Chalmers, el administrador de las escuelas del estado, quien constantemente desaprueba sus acciones. En reiteradas ocasiones se puede ver cómo lo obedece casi ciegamente (en su despedida de soltero, Skinner no bebió cerveza hasta que el Superintendente se lo exigió). En uno de los capítulos, Skinner es despedido y reemplazado por Ned Flanders, a pesar de su falta de experiencia administrativa. Durante este período, Bart consigue acercarse a Skinner, ahora desempleado, contándole de su táctica del sistema de honores y no de castigos formales y el caos que esto ha ocasionado. Skinner decide regresar al ejército como sargento instructor, sintiendo que no sería feliz de nuevo si no trabaja en administración. Bart descubre que en realidad extraña a Skinner como amigo pero incluso más como enemigo. Mientras Bart comienza a disfrutar de sus travesuras durante el período de Flanders como director, finalmente encuentra que todo era más divertido cuando Skinner estaba en la escuela por su rigidez. Bart decide un plan para que Skinner regrese a la escuela mostrándole a Chalmers cómo la escuela ha empeorado diciéndole "Despediste a Skinner por mucho menos que esto". Chalmers no parece muy convencido, pero cambia de idea cuando un día escucha a Flanders decir "Gracias Señor por este hermoso día" por los parlantes de la escuela, un comentario que él interpreta como una oración. En este episodio, aparece que Skinner es un recipiente del Corazón Púrpura junto con lo que parece ser la Medalla Estrella de Bronce. Como un resultado de ser un Prisionero de Guerra en la guerra de Vietnam, Skinner ha recibido la Medalla de Prisionero de guerra.
También es conocido por caer inocentemente en las bromas perpetradas por Bart Simpson y los rufianes de la escuela, aunque a veces contraataca muy bien. Participó junto con Homer Simpson, Apu Nahasapeemapetilon, Barney Gumble y Clancy Wiggum en el grupo "B-Sharps".
Skinner es tremendamente culto, y es uno de los pocos personajes de la serie con intereses científicos. Antes de ser director, Skinner trabajaba como profesor de Ciencias de cuarto curso.
Su edad ha sido referenciada dos veces. Bart Simpson dice que la edad de Skinner es 40, mientras que el Superintendente Chalmers dice que es 44. En el episodio Skinner's Sense of Snow, su año de nacimiento fue cambiado de 1953 a 1960, y en el mismo episodio se dice que él morirá en 2010, aunque aparece vivo en algunos episodios acerca del futuro. En Pranksta Rap, Skinner admite que él tiene "cuarenta y algo". En el episodio The Heartbroke Kid, el signo astrológico de Skinner es revelado como Libra.
La voz original se la da Harry Shearer. En Hispanoamérica hasta la cuarta temporada (incluida) estaba doblado por Agustín Sauret, desde la quinta hasta la novena temporada estaba doblado por José Luis Castañeda, desde la décima hasta la decimoquinta temporada (incluida) estaba doblado por Gabriel Pingarrón, actualmente reemplazado por Gerardo Vázquez. En España le presta su voz el actor de doblaje José Padilla.
En episodios recientes, Skinner y Edna Krabappel comienzan a salir hasta planear casarse. Luego terminan su relación sentimental, aunque parece ser que él todavía siente algo por ella y podrían reunirse en el futuro. También sufre de estrés postraumático debido a la guerra de Vietnam. En una ocasión, Bart descubre su amor secreto por Edna. Skinner pasa el expediente escolar de Bart al de Milhouse para evitar que Bart destruya su enlace. Sin embargo, Edna y Skinner llegaron a abusar de esa neutralidad llegando al punto de que Bart dijera en su clase "Edna, te amo" como un mensaje de Skinner. Después de que los dos profesores fueran despedidos por la culpa de Bart, este se arrepiente y obliga a los dos profesores a cerrar la escuela con ellos dentro. Sin embargo, eso solo hace que el amor de Edna y Seymour aumentara mientras Bart sufre, por lo que ambos deciden decirles a Springfield la verdad porque los niños testigos decían que estaban teniendo relaciones sexuales. Allí Skinner afirma ser virgen a los 44 años, aunque era una mentira para que los dejaran en paz.
En el capítulo número 180 de la serie, emitido por primera vez el 28 de septiembre de 1997, se produce una sorprendente revelación: su identidad es falsa y su verdadero nombre es Armin Tamzarian (en Hispanoamérica Armando Barreda, originalmente un rufián en motocicleta). Todo queda al descubierto durante la fiesta de celebración de sus 20 años como director de la Escuela Primaria de Springfield, en la que irrumpe el verdadero Seymour Skinner. Tanzarian y Skinner combatieron juntos en Vietnam, lo que permitió al primero asumir la identidad del segundo cuando este cayó prisionero (hecho que solo se dio a conocer a todos los habitantes de Springfield cuando el sargento Skinner cuenta la verdad, dado que Tanzarian pensaba que él había muerto). Finalmente, el verdadero Skinner es desterrado de Springfield y una sentencia del Juez Snyder obliga a todo el pueblo a comportarse como si no supieran la verdad. Aunque no es clara la explicación del porqué cuando se hace remembranza de la Segunda Guerra Mundial, al aparecer el Padre de Skinner, es muy parecido a Tamzarian a la vez que posteriormente su madre Agnes confirma haberlo tenido en su vientre el cual causó su fracaso en las olimpiadas de 1952.
En el episodio Please Homer, Don't Hammer 'Em..., se revela que Skinner es alérgico a los cacahuetes. Bart usa cacahuetes para hacer cometer actos degradantes a Skinner como comer basura en su cama. Skinner (con la ayuda del Hombre de las tiras cómicas) encuentra la "Criptonita" de Bart - gambas. Él y Bart aparecen en un duelo (Parodia del combate final entre Obi-Wan Kenobi y Darth Maul en Star Wars: Episodio I - La amenaza fantasma, incluso con la misma música de fondo) y ambos terminan hospitalizados después de caer en un recipiente de cacahuates y camarones.
En otro episodio se revela porque Agnes Skinner odió a su hijo Seymour, al parecer Seymour bebe en el vientre interfirió a su madre en las Olimpiadas, pero no era su verdadero hijo.